# Светотехника

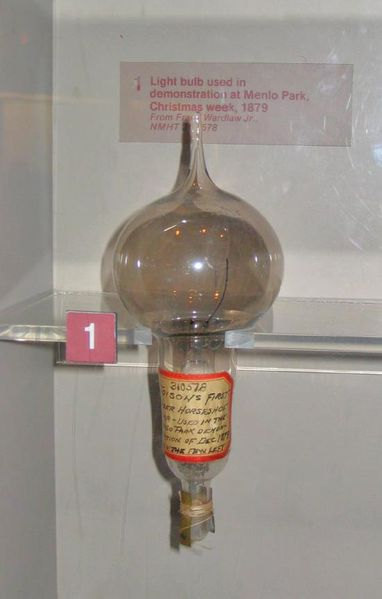
Первая лампа Томаса Эдисона

Светотехника — область науки и техники, занимающаяся способами генерирования, перераспределения, измерения света (оптического излучения), а также преобразования энергии света в другие виды энергии.
Родственной светотехнике является область оптической техники. Приборы для освещения больших площадей относятся к области светотехники, для освещения предмета направленными пучками лучей — к области оптической техники. В светотехнике оптическая система преобразует излучение источника света, в оптической технике — формирует изображение.

## Измерение световых величин
Существуют два метода световых измерений: субъективный (зрительный), при котором приёмником служит человеческий орган зрения (глаз), и объективный (физический), где для световых измерений используются физические приёмники — фотоэлементы, фотоумножители, фотографические материалы и др.
В настоящее время субъективные измерения проводятся значительно реже, чем объективные. Субъективным методом пользуются при градуировке физических приёмников, измерениях на линейном фотометре (светотехнической скамье), измерениях цветовой температуры.
Измерение яркости проводят тем и другим методом. Для измерения освещённости, светового потока, снятия продольных кривых сил света, измерения энергетических величин используются физические приёмники потока излучения.
В основе субъективного метода световых измерений лежит способность глаза устанавливать равенство яркостей двух соприкасающихся поверхностей.
При использовании физических приёмников излучения для световых измерений приходится исправлять (корригировать) их спектральные чувствительности под спектральную чувствительность светоадаптированного глаза.

## Измерениецвета
Цветовые измерения, так же как и световые, могут быть субъективными и объективными в зависимости от того, какой из приёмников выбран. Прибор, предназначенный для цветовых измерений, называется колориметром.